# Tam Sơn, Anh Sơn
Tam Sơn là một xã thuộc huyện Anh Sơn, tỉnh Nghệ An, Việt Nam.
Xã Tam Sơn có diện tích 13,80 km², dân số năm 2018 là 2.356 người, mật độ dân số đạt 171 người/km².